# Snowia montanaria
Snowia montanaria är en fjärilsart som beskrevs av Berthold Neumoegen 1884. Snowia montanaria ingår i släktet Snowia och familjen mätare. Inga underarter finns listade i Catalogue of Life.